# Colm Wilkinson
Colm Wilkinson (Dublin, 1944. június 5. –) ír musicalszínész, énekes. Leginkább arról híres, hogy ő alakította Jean Valjeant a Nyomorultakban, és az Operaház fantomja címszerepét a Sydmonton Fesztiválon.

## Pályafutása
Wilkinson Jean Valjean alakításával vált ismertté a Nyomorultakból. Azok közé musicalszínészek közé tartozik, akik a legtöbbször játszották Valjeant a West Enden és a Broadway-on. Hírnevének köszönhetően musical tizedik évfordulója tiszteletére rendezett koncerten is eljátszotta ezt a szerepet. Wilkinson a musical több CD-felvételén is szerepel. A Les Misérables (A nyomorultak; 2012) című filmben pedig Wilkinson játssza Digne püspököt.
Wilkinson profi karrierje 1972-ben kezdődött, amikor Júdást alakított Andrew Lloyd Webber Jézus Krisztus Szupersztár című művében. A szerepet a londoni West Enden játszotta, és részt vett a brit  turnén is.
1976-ban Wilkinson énekelte Ché szerepét az Evita albumon. Ezután Wilkinson szólókarrierbe kezdett énekesként és dalszerzőként. Írországban C.T. néven vált ismertté. 1985-ben Wilkinson ismét Andrew Lloyd Webberrel dolgozott. Az Operaház fantomjában a szellemet alakította.

## Filmek
- Colm Wilkinson az IMDb-n